# Zapasy na Letnich Igrzyskach Olimpijskich 2004 – styl wolny do 72 kg kobiet
Rywalizacja w wadze do 72 kg kobiet w zapasach w stylu wolnym na Letnich Igrzyskach Olimpijskich 2004 została rozegrana 22 i 23 sierpnia. Zawody odbyły się w hali Ano Liosia Olympic Hall w Ano Liosia.
W zawodach wzięło udział 12 zawodniczek.

## Klasyfikacja[1]
| Pozycja | Nazwisko            |
| ------- | ------------------- |
|         | Wang Xu             |
|         | Giuzel Maniurowa    |
|         | Kyōko Hamaguchi     |
| 4       | Switłana Sajenko    |
| 5       | Christine Nordhagen |
| 6       | Anita Schätzle      |
| 7       | Toccara Montgomery  |
| 8       | Maria Luiza Wrioni  |
| 9       | Marina Gastl        |
| 10      | Oczirbatyn Burmaa   |
| 11      | Katarzyna Juszczak  |
| 12      | Stanka Złatewa      |

## Zasady
Uczestniczki zostały podzielone na cztery grupy. Najlepsza zawodniczka awansowała do dalszej rywalizacji w rundzie finałowej
- TF – Łopatki
- ST – Przewaga (10 punktów różnicy, przewaga techniczna)
- PP – Na punkty (Pokonany zdobył punkty)
- PO – Na punkty (Pokonany bez punktów)
- CP – Punkty
- TP – Punkty techniczne/Czas

## Wyniki[2]

### Grupa 1
| Miejsce | Zawodnik         | Kraj    | W | P | CP | TP |
| ------- | ---------------- | ------- | - | - | -- | -- |
| 1       | Giuzel Maniurowa | Rosja   | 2 | 0 | 7  | 12 |
| 2       | Anita Schätzle   | Niemcy  | 1 | 1 | 3  | 5  |
| 3       | Marina Gastl     | Austria | 0 | 2 | 2  | 2  |

| Zapaśnik 1       | Zapaśnik 2       | CP  |    | TP   |
| ---------------- | ---------------- | --- | -- | ---- |
| Marina Gastl     | Giuzel Maniurowa | 1-3 | PP | 1-7  |
| Anita Schätzle   | Marina Gastl     | 3-1 | PP | 4-1  |
| Giuzel Maniurowa | Anita Schätzle   | 4-0 | TF | 1:20 |

### Grupa 2
| Miejsce | Zawodnik           | Kraj     | W | P | CP | TP |
| ------- | ------------------ | -------- | - | - | -- | -- |
| 1       | Switłana Sajenko   | Ukraina  | 2 | 0 | 7  | 10 |
| 2       | Maria Luiza Wrioni | Grecja   | 1 | 1 | 3  | 5  |
| 3       | Oczirbatyn Burmaa  | Mongolia | 0 | 2 | 1  | 3  |

| Zapaśnik 1         | Zapaśnik 2         | CP  |    | TP   |
| ------------------ | ------------------ | --- | -- | ---- |
| Maria Luiza Wrioni | Switłana Sajenko   | 0-4 | TF | 4:09 |
| Oczirbatyn Burmaa  | Maria Luiza Wrioni | 1-3 | PP | 3-4  |
| Switłana Sajenko   | Oczirbatyn Burmaa  | 3-0 | PO | 3-0  |

### Grupa 3
| Miejsce | Zawodnik            | Kraj   | W | P | CP | TP |
| ------- | ------------------- | ------ | - | - | -- | -- |
| 1       | Wang Xu             | Chiny  | 2 | 0 | 6  | 10 |
| 2       | Christine Nordhagen | Kanada | 1 | 1 | 4  | 7  |
| 3       | Katarzyna Juszczak  | Włochy | 0 | 2 | 1  | 2  |

| Zapaśnik 1          | Zapaśnik 2          | CP  |    | TP  |
| ------------------- | ------------------- | --- | -- | --- |
| Wang Xu             | Katarzyna Juszczak  | 3-0 | PO | 5-0 |
| Christine Nordhagen | Wang Xu             | 1-3 | PP | 2-5 |
| Katarzyna Juszczak  | Christine Nordhagen | 1-3 | PP | 2-5 |

### Grupa 4
| Miejsce | Zawodnik           | Kraj              | W | P | CP | TP |
| ------- | ------------------ | ----------------- | - | - | -- | -- |
| 1       | Kyōko Hamaguchi    | Japonia           | 2 | 0 | 7  | 18 |
| 2       | Toccara Montgomery | Stany Zjednoczone | 1 | 1 | 5  | 8  |
| 3       | Stanka Złatewa     | Bułgaria          | 0 | 2 | 0  | 5  |

| Zapaśnik 1         | Zapaśnik 2         | CP  |    | TP   |
| ------------------ | ------------------ | --- | -- | ---- |
| Kyōko Hamaguchi    | Toccara Montgomery | 3-1 | PP | 8-4  |
| Stanka Złatewa     | Kyōko Hamaguchi    | 0-4 | ST | 0-10 |
| Toccara Montgomery | Stanka Złatewa     | 4-0 | TF | 3:18 |

### Runda finałowa[3]

#### Miejsca 5–8
|  |                     |                     |                     |                     |    |          |          |          |
|  | I runda             | I runda             | I runda             |                     |    | II runda | II runda | II runda |
|  | I runda             | I runda             | I runda             |                     |    | II runda | II runda | II runda |
|  |                     |                     |                     |                     |    |          |          |          |
|  |                     |                     |                     |                     |    |          |          |          |
|  | Anita Schätzle      | Anita Schätzle      | 3TF                 |                     |    |          |          |          |
|  | Anita Schätzle      | Anita Schätzle      | 3TF                 |                     |    |          |          |          |
|  | Maria Luiza Wrioni  | Maria Luiza Wrioni  | 0                   |                     |    |          |          |          |
|  | Maria Luiza Wrioni  | Maria Luiza Wrioni  | 0                   | Anita Schätzle      |    |          |          |          |
|  |                     |                     |                     |                     |    |          |          |          |
|  |                     |                     | Christine Nordhagen | Christine Nordhagen | WO |          |          |          |
|  | Christine Nordhagen | Christine Nordhagen | Christine Nordhagen | Christine Nordhagen | WO | 8        |          |          |
|  | Christine Nordhagen | Christine Nordhagen |                     |                     |    |          |          |          |
|  | Toccara Montgomery  | Toccara Montgomery  | 3                   |                     |    |          |          |          |
|  | Toccara Montgomery  | Toccara Montgomery  | 3                   |                     |    |          |          |          |

#### Miejsca 1–4
|  |                  |                  |           |                       |   |                  |                  |       |
|  | Półfinały        | Półfinały        | Półfinały |                       |   | Finał            | Finał            | Finał |
|  | Półfinały        | Półfinały        | Półfinały |                       |   | Finał            | Finał            | Finał |
|  |                  |                  |           |                       |   |                  |                  |       |
|  |                  |                  |           |                       |   |                  |                  |       |
|  | Giuzel Maniurowa | Giuzel Maniurowa | 11        |                       |   |                  |                  |       |
|  | Giuzel Maniurowa | Giuzel Maniurowa | 11        |                       |   |                  |                  |       |
|  | Switłana Sajenko | Switłana Sajenko | 0         |                       |   |                  |                  |       |
|  | Switłana Sajenko | Switłana Sajenko | 0         |                       |   | Giuzel Maniurowa | Giuzel Maniurowa | 2     |
|  |                  |                  |           |                       |   | Giuzel Maniurowa | Giuzel Maniurowa | 2     |
|  |                  |                  | Wang Xu   | Wang Xu               | 7 |                  |                  |       |
|  | Wang Xu          | Wang Xu          | Wang Xu   | Wang Xu               | 7 | 6                |                  |       |
|  | Wang Xu          | Wang Xu          |           |                       |   |                  |                  |       |
|  | Kyōko Hamaguchi  | Kyōko Hamaguchi  | 4         |                       |   |                  |                  |       |
|  | Kyōko Hamaguchi  | Kyōko Hamaguchi  | 4         | Walka o brązowy medal |   |                  |                  |       |
|  |                  |                  |           |                       |   |                  |                  |       |
|  |                  |                  |           |                       |   |                  |                  |       |
|  |                  |                  |           |                       |   |                  |                  |       |
|  | Switłana Sajenko | Switłana Sajenko | 0         |                       |   |                  |                  |       |
|  | Switłana Sajenko | Switłana Sajenko | 0         |                       |   |                  |                  |       |
|  | Kyōko Hamaguchi  | Kyōko Hamaguchi  | 4         |                       |   |                  |                  |       |
|  | Kyōko Hamaguchi  | Kyōko Hamaguchi  | 4         |                       |   |                  |                  |       |